# 山口百恵ベスト・コレクション VOL.2
『山口百恵ベスト・コレクション VOL.2』（やまぐちももえベスト・コレクション ボリューム・ツー）は、山口百恵のベスト・アルバム。2007年7月20日にソニー・ミュージックダイレクトよりリリースされた。

## 解説
- 「夢先案内人」から「一恵」までのシングル全16曲収録。同時発売の『山口百恵ベスト・コレクション VOL.1』と併せると、百恵のシングルA面曲が全て揃う。
- 店頭販売はされておらず、Sony Music Shop直販商品。
- 「謝肉祭」の発売自粛が解禁になり、2005年の『コンプリート百恵回帰』にニューアレンジ版が収録されたが、オリジナルバージョンは本作に解禁後初、10年振りの収録となった。

## 収録曲
1. 夢先案内人
2. イミテイション・ゴールド
3. 秋桜
4. 赤い絆 (レッド・センセーション)
5. 乙女座 宮
6. プレイバックPart2
7. 絶体絶命
8. いい日旅立ち
9. 美・サイレント
10. 愛の嵐
11. しなやかに歌って
12. 愛染橋
13. 謝肉祭
14. ロックンロール・ウィドウ
15. さよならの向う側
16. 一恵

## 関連作品
- 山口百恵ベスト・コレクション VOL.1